# Andrei Awgustowitsch Eberhardt

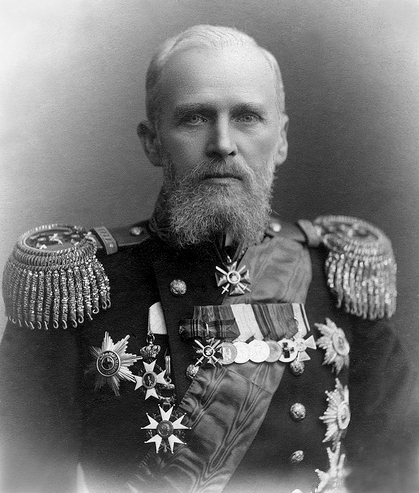
Admiral Andrei Eberhardt (1912)

Andrei Awgustowitsch Eberhardt (russisch Андре́й А́вгустович Эберга́рд; wissenschaftliche Transliteration Andrej Avgustovič Ėbergard, * 9. November 1856 auf Patras, Griechenland; † 19. April 1919 in Petrograd) war ein russischer Admiral schwedischer Herkunft, der unter anderem zwischen 1911 und 1916 Befehlshaber der Schwarzmeerflotte der Kaiserlich Russischen Marine war.

## Leben

### Ausbildung zum Seeoffizier und Chef des Marinegeneralstabes
Eberhardt, dessen Vater russischer Diplomat schwedischer Herkunft und 1856 Konsul in Patras war, absolvierte eine Ausbildung zum Seeoffizier an der Marineakademie in Sankt Petersburg, die er 1878 abschloss. In den nächsten Jahren versah er Dienst als Offizier bei der Pazifischen Flotte und war zwischen 1882 und 1884 Flaggleutnant des Befehlshabers der Pazifikflotte, Konteradmiral Nikolai Wassiljewitsch Kopytow. 1886 wurde er Adjutant von Marineminister Iwan Alexejewitsch Schestakow und daraufhin 1891 Erster Flaggleutnant des nunmehrigen Befehlshabers der Pazifikflotte, Vizeadmiral Sergej Petrowitsch Tyrtow. Nachdem er zwischen 1894 und 1896 Marineattaché an der Gesandtschaft in Konstantinopel war, wurde er zur Schwarzmeerflotte versetzt. Dort war er von 1896 bis 1897 Erster Offizier auf dem Kanonenboot Donez, danach von 1897 bis 1898 Erster Offizier auf dem Einheitslinienschiff Katharina II. sowie zwischen 1898 und 1899 Erster Offizier auf dem Einheitslinienschiff Chesma. Während des Boxeraufstandes (Herbst 1899 bis 7. September 1901) war er zunächst Kommandant eines Kanonenbootes sowie anschließend Kommandant des Panzerkreuzers Admiral Nachimow, mit der er an der Niederschlagung des Boxeraufstandes teilnahm.
Nach seiner Beförderung zum Kapitän zur See am 6. Dezember 1902 wurde Eberhardt am 1. Januar 1903 Kapitän des Flaggschiffs des Chefs des Stabes der Pazifikflotte. Im Anschluss nahm er als Adjutant des Oberbefehlshabers der Streitkräfte im Fernen Osten, Admiral Jewgeni Iwanowitsch Alexejew, am Russisch-Japanischen Krieg (8. Februar 1904 bis 5. September 1905) teil. Nach einer kurzen Verwendung im Jahre 1905 als Kommandant des Schlachtschiffs Zar Alexander II. sowie 1906 als Kommandant des Linienschiffes Fürst Potjomkin von Taurien wurde er 1906 stellvertretender Chef des Marinegeneralstabes.
Nach seiner Beförderung zum Konteradmiral 1907 wurde Eberhardt 1908 Nachfolger von Vizeadmiral Lew Alexejewitsch Brussilow Chef des Marinegeneralstabes und bekleidete diesen Posten bis zu seiner Ablösung durch Vizeadmiral Alexander Alexandrowitsch Lieven 1911. Während dieser Zeit wurde er 1910 zum Vizeadmiral befördert.

### Befehlshaber der Schwarzmeerflotte und Erster Weltkrieg

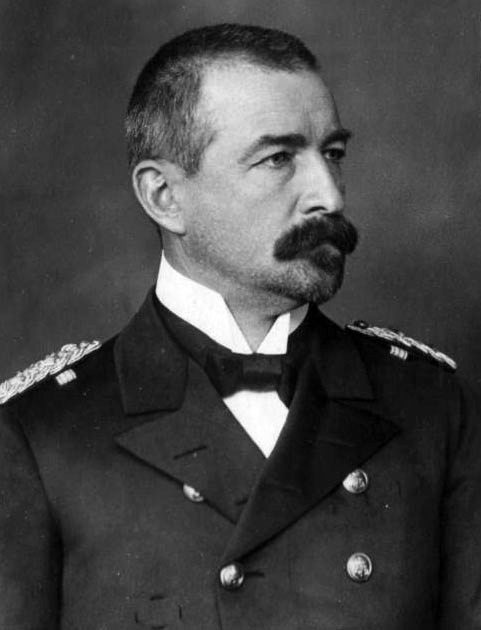
Vizeadmiral Wilhelm Souchon, Befehlshaber der Mittelmeerdivision der deutschen Kaiserlichen Marine, war Widersacher der von Admiral Eberhardt kommandierten Schwarzmeerflotte im Ersten Weltkrieg

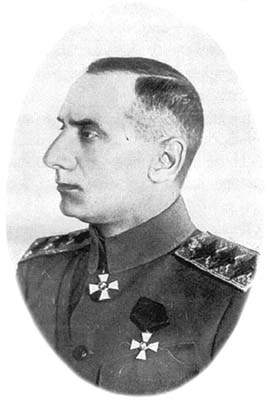
Vizeadmiral Alexander Wassiljewitsch Koltschak wurde im Juli 1916 Eberhardts Nachfolger als Befehlshaber der Schwarzmeerflotte

1911 löste er wiederum Vizeadmiral Iwan Fjodorowitsch Bostrem als Befehlshaber der Schwarzmeerflotte der Kaiserlich Russischen Marine ab und verblieb in dieser Funktion bis Juli 1916, woraufhin Vizeadmiral Alexander Wassiljewitsch Koltschak seine Nachfolge antrat. 1913 erfolgte seine Beförderung zum Admiral. Seine Zeit als Befehlshaber der Schwarzmeerflotte war bis zum Beginn des Ersten Weltkrieges im Sommer 1914 von einer rasanten Expansion der Marine des Osmanischen Reiches durch den Kauf von Einheitslinienschiffen der Royal Navy geprägt. Die Schwarzmeerflotte verfügte bis 1915 über keine vergleichbaren Schiffen, während die Osmanische Marine im Auftrag verschiedener lateinamerikanischer Staaten weitere Einheitslinienschiffe im Vereinigten Königreich und den USA kaufte. Daneben bestand eine weitere Gefahr innerhalb der Russischen Flotte, was sich im Sommer 1912 bei einem Matrosenaufstand in der Schwarzmeerflotte widerspiegelte. Trotz dieser Probleme hatte er grundlegenden Erfolg bei der Ausbildung von Offizieren und Mannschaften, musste aber 1913 widerwillig einen Regierungsplan akzeptieren, der eine defensive Rolle für die Schwarzmeerflotte bei künftigen Kriegen vorsah.
Bei Eintritt des Russischen Kaiserreiches in den Ersten Weltkrieg blieb die Schwarzmeerflotte zunächst in Wartestellung. Die Mittelmeerdivision der deutschen Kaiserlichen Marine unter Befehlshaber, Admiral Wilhelm Souchon, erreichte bei Kriegsbeginn mit dem Schlachtkreuzer Goeben sowie dem Kleinen Kreuzer Breslau die Gewässer des Osmanischen Reiches, das sich wie Russland bis dahin noch im Frieden befand. Sie fuhren daraufhin unter osmanischer Flagge. Der von Eberhardt unterbreitete Vorschlag diese Schiffe im Schwarzen Meer anzugreifen wurde von Außenminister Sergei Dmitrijewitsch Sasonow zurückgewiesen. Um die Verwirrung noch zu verstärken, erhielt Eberhardt im Falle von Feindseligkeiten widersprüchliche Befehle: zum Schutz der russischen Schwarzmeerhäfen hatte er auch die Aufgabe, die Kaiserlich Russische Armee im Kaukasus zu unterstützen, indem er die türkischen Seewege blockierte. Die Fähigkeit der Goeben jedes einzelnes Schiff der Schwarzmeerflotte zu überholen und zu besiegen, verstärkte die Schwierigkeiten zusätzlich.
Erst als Souchons Schiffe Ende Oktober 1914 Odessa und Sewastopol beschossen, konnte Eberhardt in Aktion treten und erwies sich dabei aggressiver als seine Vorgesetzten. Am 26. Dezember 1914 lief die Goeben, nunmehr unter dem Namen Yavuz Sultan Selim, auf zwei russische Minen in der Nähe des Bosporus mit der Folge, dass sie zwei Monate außer Gefecht gesetzt war. Eberhardt hatte allerdings den Befehl erhalten, die meisten seiner begrenzten Minenlager zur Errichtung von Verteidigungsfeldern zum Schutz der Schwarzmeerhäfen zu nutzen, errang er in der Folgezeit weniger Erfolge. Der Mangel an Minen und die Schwierigkeiten, sie in feindlichen Gewässern vor Zerstörern zu legen, trugen dazu ebenfalls bei. Nach Abschluss der Sicherungsmaßnahmen für die Häfen erhielt er 1915 vom Oberkommando weiteres Aufgabenfeld und die Befehlsgewalt für offensive Maßnahmen wie zur Unterstützung der anglo-französischen Angriffe auf die Dardanellen bei der Schlacht von Gallipoli, Aktionen zum Abschneiden der Kohleversorgung von Konstantinopel sowie zur Blockade der Versorgung der osmanischen Armee im Kaukasus auf dem Seeweg. Die Durchführung dieser Maßnahmen führte dazu, dass sich Konstantinopel im Sommer 1915 einer massiven Kürzung der Kohleversorgung ausgesetzt sah. Das Eintreffen zweier russischer Schlachtschiffe im Juli und Oktober 1915 trug dazu bei, dass sich das Gleichgewicht der Marineverbände zugunsten Russlands verbesserte. Allerdings hob das Eintreffen von U-Booten der deutschen Kaiserlichen Marine im Schwarzen Meer diesen Vorteil wieder auf. Zusammen mit Marineverbänden aus dem Zarentum Bulgarien, das an der Seite der Mittelmächte kämpfte, konnten diese deutschen U-Boote die Westküste des Schwarzen Meeres dominieren.
Dies führte dazu, dass sich Eberhardts Chancen schwächten. Durch die Verringerung der Zerstörer und der Pflicht zur Unterstützung des Kaukasus-Feldzuges mit amphibischen Operationen sah er 1916 keine Möglichkeiten, den deutschen U-Boot-Angriffen entgegenzutreten. Des Weiteren gelang ihm nicht das vollständige Abschneiden der wichtigen Küstenrouten nach Konstantinopel. Ende Juni 1916 durchbrachen die schnellen deutschen Kreuzer den russischen Schutzschirm und beschossen Sotschi und Tuapse an der Ostküste des Schwarzen Meeres. Nach Monaten der Diskussion im Obersten Hauptquartier wurde Admiral Eberhardt schließlich im Juli 1916 durch einen jüngeren, aggressiveren Marineoffizier abgelöst, und zwar durch Vizeadmiral Alexander Wassiljewitsch Koltschak, der erst zwei Monate zuvor in den Admiralsrang befördert worden und bislang maßgeblich für die russischen Marineoperationen in der Ostsee verantwortlich war. Eberhardt selbst erhielt daraufhin die übliche Mitgliedschaft im Staatsrat. Im Zuge der Oktoberrevolution wurde er 1918 kurzzeitig verhaftet und verstarb am 19. April 1919 in Petrograd.

### Ehrungen und Auszeichnungen
Für seine Verdienste wurde Eberhardt mehrfach ausgezeichnet und erhielt unter anderem den Orden der Heiligen Anna (1887), den Orden des Heiligen Wladimir (1900), das Goldene Schwert für Tapferkeit (1904), den Kaiserlich-Königlichen Orden vom Weißen Adler (1914) sowie den Kaiserlichen Orden des Heiligen und Rechtgläubigen Großfürsten Alexander Newski (1916). Darüber hinaus wurde ihm unter anderem der japanische Orden der Aufgehenden Sonne (1886), der preußische Rote Adlerorden (1890), das Ritterkreuz der französischen Ehrenlegion (1891), der japanische Orden des Heiligen Schatzes (1895), der Orden des Drachen von Annam (1901), der griechische Erlöser-Orden (1908), der Orden der Krone von Italien (1908), der schwedische Schwertorden (1908) sowie der britische Order of St Michael and St George (1916) verliehen.